# Nowodarjiwka (rejon dołżański)
Nowodarjiwka (ukr. Новодар'ївка) – osiedle typu miejskiego na Ukrainie, w obwodzie ługańskim, w faktycznie niefunkcjonującym rejonie dołżańskim, od 2014 pod kontrolą marionetkowej, zależnej od Rosji Ługańskiej Republiki Ludowej. W 2001 liczyło 4534 mieszkańców, wśród których 951 wskazało jako ojczysty język ukraiński, 3579 rosyjski, 1 mołdawski, a 3 inny.